# 베노티앤알
베노티앤알(Beno TNR Inc)는 대한민국의 실내건축 기업이다. 본사는 서울특별시 강남구 논현로 322 크리스역삼빌딩 5층에 위치해 있으며 대표이사는 정집훈이다. 2023년 로봇 사업 본격화를 위해 휴먼인모션로보틱스를 인수하였다

## 상장
2015년 12월에 한국 스팩(SPAC) 제2호와의 합병을 통해 코스닥 시장에 상장하였다

## 같이 보기
- 알티캐스트

## 참고문헌
1. ↑  베노티앤알, 웨어러블 로봇 시장 진출 발표, 로봇뉴스, 2023년 10월 26일
2. ↑  한국 IR협의회 기업리서치센터 기술분석보고서-베노티앤알, 2023년 11월 2일
3. ↑  베노티앤알, 웨어러블 로봇 사업 본격화…캐나다 대학 등과 4자 업무협약 체결, 머니투데이, 2024년 2월 27일
4. ↑  베노티앤알, 로봇기업 HMR과 시너지 효과 기대…주가 상향각?, 데일리인베스트, 2023년 9월 12일